# 刘江平
刘江平（？—），女，中华人民共和国外交官，现任中华人民共和国驻吉尔吉斯共和国特命全权大使。

## 生平
刘江平曾任驻哈萨克斯坦大使馆政务参赞和外交部欧亚司参赞。2022年，任外交部欧亚司副司长。2024年12月，出任中华人民共和国驻吉尔吉斯斯坦大使。